# Corte Suprema de Justicia de Paraguay
La Corte Suprema de Justicia de Paraguay es el órgano jurisdiccional supremo del país, con competencia en todo el territorio nacional. Su sede está ubicada en la ciudad de Asunción, en la intersección de las calles Mariano Roque Alonso y Testanova.
Está compuesta por nueve ministros, organizados en tres salas: Sala Constitucional, Sala Civil y Comercial y Sala Penal, cada una integrada por tres ministros. La estructura de las salas puede ampliarse conforme a lo dispuesto por la ley.
Además de su función judicial, la Corte ejerce la superintendencia, con poder disciplinario sobre tribunales, juzgados, auxiliares de la justicia y las dependencias del Poder Judicial. Esta facultad de superintendencia se ejerce a través de los tribunales de apelación de las circunscripciones judiciales del interior, abarcando los juzgados y oficinas en dichas jurisdicciones.

## Historia
Los antecedentes de la Corte Suprema de Justicia se encuentran en el Estatuto Provisorio de la Administración de Justicia de 1842 que instaura la figura del Juez Superior de Apelaciones. Recordemos que dicha normativa fue el primer instrumento legal que organizó los fueros de la administración de justicia en la época independiente.
Cabe destacar que el Paraguay fue el primero de América en derogar las Leyes de Indias, con prelación de las leyes nacionales sobre las foráneas. Permanecieron las Leyes de las Siete Partidas, las de Castilla, de Toro con carácter provisorio y subsidiario. También se debe recordar que la Provincia del Paraguay dependió de la Audiencia de Charcas y luego de la de Buenos Aires hasta 1811, año en que los casos de apelación fueron devueltos para pasar a mano de la Junta Superior Gubernativa.
El Estatuto Provisorio de la Administración de Justicia cuenta con 82 artículos y diez capítulos; el primero enumera los órganos judiciales, desde los jueces comisionados, jueces de paz, alcaldes ordinarios, jueces de lo civil y criminal hasta el Juez Superior de Apelaciones. También integran este órgano los representantes del Ministerio Público: el agente fiscal y el fiscal general que eran parte en las causas penales y fiscales; se suma a ellos el defensor de menores, pobres y esclavos.
En materia judicial, el Supremo Gobierno era el juez privativo de las causas de traición a la patria, conjuración contra el orden público y atentado contra la vida de los cónsules, pudiendo indultar la pena de muerte e interpretar la ley en casos de dudas respecto a su aplicación. Los alcaldes y jueces consultaban al Juez Superior de Apelaciones, quien trasladaba el expediente judicial a decisión de los cónsules. Al instituirse el sistema republicano, el recurso pasaba al Jefe del Ejecutivo. Se debe destacar que el Juez Superior de Apelaciones quedaba a cargo del Ejecutivo, en calidad de Vicepresidente de la República, en casos de enfermedad, ausencia, muerte, renuncia u otra causa que pudiera acontecer con el presidente de la República (Art. 5.º).
El Congreso de 1844 aprobó la Ley de Administración Política de la República del Paraguay, más conocida como Constitución de 1844. Si bien se insinúa en dicha carta política la división de poderes, prevalece la decisión del “Supremo Poder Ejecutivo”, con evidente intervencionismo, inclusive en el ámbito religioso; recordemos que el Patronato Nacional fue herencia del Regio Patronato Indiano (siglo XVI).
La denominación de Corte Suprema de Justicia la otorgó la Constitución de 1940, que aumentó a cinco el número de sus integrantes. La Constitución de 1992 reconoce a la Corte Suprema de Justicia como el más alto Tribunal de la República y amplía a nueve el número de sus miembros. La Corte comprende tres salas, integrada cada una de ellas por tres ministros: Sala Constitucional, Sala Civil y Comercial, y Sala Penal.

## Estructura
La Corte Suprema está integrada por nueve miembros. Se organiza en salas, una de las cuales será constitucional. Elige de su seno, cada año, a su Presidente. Sus miembros llevan el título de Ministro. Los requisitos para integrar la Corte Suprema son tener nacionalidad paraguaya natural, haber cumplido 35 años de edad, poseer título universitario de Doctor en Derecho y gozar de notoria honorabilidad. Además, debe haber ejercido efectivamente durante el término de diez años, cuanto menos, la profesión, la magistratura judicial o la cátedra universitaria en materia jurídica, conjunta, separada o sucesivamente.
De acuerdo con lo prescrito por la Constitución de Paraguay, son deberes y atribuciones de la Corte Suprema:
- ejercer la superintendencia de todos los organismos del Poder Judicial y decidir, en instancia única, los conflictos de jurisdicción y de competencia, conforme con la ley.
- dictar su propio reglamento interno. Presentar anualmente, una memoria sobre las gestiones realizadas, el Estado, y las necesidades de la justicia nacional a los Poderes Ejecutivo y Legislativo.
- conocer y resolver en los recursos ordinarios que la ley determine.
- conocer y resolver, en instancia original, los habeas corpus, sin perjuicio de la competencia de otros jueces o tribunales.
- conocer y resolver sobre inconstitucionalidad.
- conocer y resolver en el recurso de casación, en la forma y medida que establezca la ley.
- suspender preventivamente por sí o a pedido del Jurado de Enjuiciamiento de Magistrados por mayoría absoluta de votos de sus miembros, en el ejercicio de sus funciones, a magistrados judiciales enjuiciados, hasta tanto se dicte resolución definitiva en el caso.
- supervisar los institutos de detención y reclusión.
- entender en las contiendas de competencias entre el Poder Ejecutivo y los gobiernos departamentales y entre estos y los municipios.
- los demás deberes y atribuciones que fije esta Constitución y las leyes.